# Teluk Etna
Teluk Etna är en vik i Indonesien. Den ligger i den östra delen av landet, 3 100 km öster om huvudstaden Jakarta.